# (24968) Chernyakhovsky
(24968) Chernyakhovsky est un astéroïde de la ceinture principale d'astéroïdes.

## Description
(24968) Chernyakhovsky est un astéroïde de la ceinture principale d'astéroïdes. Il fut découvert le 23 janvier 1998 à Socorro (Nouveau-Mexique) par le projet LINEAR. Il présente une orbite caractérisée par un demi-grand axe de 2,33 UA, une excentricité de 0,08 et une inclinaison de 5,7° par rapport à l'écliptique.

## Compléments